# 测量不确定度
在计量学中，测量不确定度（measurement uncertainty）是一种用于表达测量值的统计离散度的参数。所有的测量都存在不确定性，并且只有在同时给出测量值與其不确定性（例如标准偏差）的情况下，测量结果才完整。根据国际上的通识，这种不确定性源于概率基础，并反映出了对数量价值的不完全了解。它是一个非负的参数。
测量不确定度通常被视为在对应可能是测量值的数值上的知识状态的概率分布的标准偏差。相对不确定度是相对于特定选择的数值的大小而言的测量不确定性（该选定值非零）。通常这种特殊的选择被称为测量值，可能在一些明确定义的情况下是最优选择（如平均、中位数或眾數）。因此，当测量值不为零时，相对测量不确定度是测量不确定度除以测量值的绝对值。

## 背景
测量的目的是提供有关感兴趣数量的信息 ，也就是可观测值。例如，被测物可能是圆柱的特征大小，容器的体积，电池两端的电势差或一瓶水中铅的质量浓度。
没有测量是完全精确的。测量数量时，结果取决于测量系统，测量程序，操作员的技能，环境和其他影响。即使要以相同的方式在相同的情况下多次测量数量，假设测量系统具有足够的分辨率来区分这些值，通常每次也将获得不同的测量值。
测量值的离散程度将与执行测量的好坏程度有关。它们的平均值将提供对数量真实值的估计，该数量通常比单个测量值更可靠。离散度和测量值的次数将提供与平均值有关的信息，可以作为对真实值的估计。但是，此信息(平均值)通常来说并不足够。
在过去，测量的不确定性用误差来表示，但这有一大争议问题，那便是误差的定义绕不开与真实值的关联，但真实值是不知道的，所以误差也就无法精确知道，这在各领域都会造成问题。
测量系统给出的测量值可能不是分散在真实值附近的，而是离真实值存在一些偏移。以家用浴室磅秤为例，假设没有称量物体时，它没有妥善地归零，而是显示一些非零的偏移，则之后无论对人体质量进行多少次重新测量，该偏移的影响都会固有地存在于测量值的平均值中。而这是测量不确定度不会显示的部分，这个状况称为偏度。
测量不确定度对校准和测量活动具有重要的经济影响。在校准报告中，不确定度的大小通常被视为实验室质量的指标，较小的不确定度值通常具有较高的价值和较高的成本。美国机械工程师协会（ASME）制定了一套解决测量不确定度各个方面的标准。例如，当根据测量结果被用于根据产品规格来判断接受或者拒绝时，ASME提供了一种简化的方法（相对于GUM）来评估尺寸测量不确定性，可以解决有关测量不确定性陈述幅度的分歧，或提供有关任何产品接受/拒绝决定中涉及的风险的指导。
俗称GUM（Guide to the Expression of Uncertainty in Measurement）的“测量不确定度表示指南”是有关此类问题的权威性文件。GUM已通过所有主要国家计量研究院（NMIs）和国际实验室的认可，如ISO / IEC 17025个检测和校准实验室能力的通用要求，这被所有国际实验室认可要求，并是大多数现代化国家所采用的有关测量方法和技术的国际文献标准。参见计量学指导联合委员会。

## 间接测量
很多情况下，被测量不能直接测得，而是由N 个其他量通过函数关系来确定，可以用实验方法确定或者只用数值方程给出。
Z={\displaystyle f(x_{1},x_{2},\dots ,x_{n})}

## 误差传递
输入数量的真实值{\displaystyle X_{1},\ldots ,X_{N}}未知。在GUM方法中，{\displaystyle X_{1},\ldots ,X_{N}}以概率分布为特征，在数学上被视为随机变量。这些分布描述了其真实值在不同间隔中的各自概率，并基于与{\displaystyle X_{1},\ldots ,X_{N}}。有时，部分或全部{\displaystyle X_{1},\ldots ,X_{N}}是相互关联的，相关的分布（称为联合）适用于这些数量的总和。

## A型和B型不确定度评估
当标准不确定度通过对输入量的估计值的多次重复观察计算出，则为A类评定。其他对标准不确定度的评估方法为B 类标准不确定度。B类评定的信息来源包括：
- 以前的测量数据；
- 对有关技术材料和测量仪器特性的经验或了解；
- 生产厂提供的技术说明书；
- 校准证书或其他证书提供的数据；
- 手册给出的参考数据的不确定度。

A類不確定度u(a)=s/√N
B類不確定度u(b)=[儀器最小刻度]/2√3

## 合成标准不确定度
当被测量不能直接测得，而是由N 个其他量通过章节“间接测量”中的函数关系来确定时，被测量的误差{\displaystyle u(z)}可以表示为：
{\displaystyle u^{2}(z)=\textstyle \sum _{i=1}^{N}\displaystyle (\left[{\frac {\partial f}{\partial x_{i}}}\right])^{2}u^{2}(x_{i})}
该公式是基于函数的泰勒级数的一阶近似的。如果函数明显为非线性，则上述公式中必须包含泰勒级数展开中的高阶项。

## 灵敏度系数
章节“合成标准不确定度”中公式里的{\displaystyle {\frac {\partial f}{\partial x_{i}}}}被称为灵敏系数，它有时通过函数计算得到，而是用实验确定。

## 深度阅读
- Bich，W.，Cox，MG和Harris，PM“测量不确定度表达指南”的演变。 Metrologia，43（4）：S161-S166，2006。
- Cox，MG，Harris，PM SSfM最佳实践指南第6号，不确定性评估。 （页面存档备份，存于） 国家物理实验室， 技术报告DEM-ES-011 （页面存档备份，存于） ，2006年。
- 科克斯（MG）和哈里斯（PM） 。 （页面存档备份，存于） 用于不确定性评估的软件规格。 （页面存档备份，存于） 技术报告DEM-ES-010 （页面存档备份，存于） ，国家物理实验室，2006年。
- Grabe，M .，《科学和技术中的测量不确定度》 （页面存档备份，存于） ，Springer，2005年。
- Grabe，M.《 广义高斯误差演算》 ，Springer，2010年。
- Dietrich, C. F. . Bristol, UK: Adam Hilger. 1991.
- EA。 校准中测量不确定度的表示。 EA-4 / 02技术报告，欧洲认可合作组织，1999年。
- Elster，C.和Toman，B.在先验无知的情况下的贝叶斯不确定性分析与使用指南补编1进行的分析：比较。 Metrologia，46：261-266，2009年。
- Ferson, S.  (PDF). 2007  [2018-01-27]. （原始内容存档 (PDF)于2016-09-10）.
- Lira。，I.评估测量不确定度。 基本原理和实践指导。 英国布里斯托尔物理研究所，2002年。
- Majcen N.，Taylor P.（编辑），有关化学中的可追溯性，测量不确定度和验证的实用示例，第1卷，2010年； ISBN 978-92-79-12021-3    。
- UKAS 。 EMC测试中不确定性的表达。 技术报告LAB34 ，英国认证服务局，2002年。
- UKAS M3003测量中的不确定性和信心表达 （第3版，2012年11月）UKAS
- ASME PTC 19.1，测试不确定度 （页面存档备份，存于） ，纽约：美国机械工程师学会； 2005年
- Rouaud, M.,  (PDF) short, 2013  [2018-01-27], （原始内容存档 (PDF)于2017-04-03）
- Da Silva, R.B.; Bulska, E.; Godlewska-Zylkiewicz, B.; Hedrich, M.; Majcen, N.; Magnusson, B.; Marincic, S.; Papadakis, I.; Patriarca, M. . 2012. ISBN 978-92-79-23070-7.  Da Silva, R.B.; Bulska, E.; Godlewska-Zylkiewicz, B.; Hedrich, M.; Majcen, N.; Magnusson, B.; Marincic, S.; Papadakis, I.; Patriarca, M. . 2012. ISBN 978-92-79-23070-7.  Da Silva, R.B.; Bulska, E.; Godlewska-Zylkiewicz, B.; Hedrich, M.; Majcen, N.; Magnusson, B.; Marincic, S.; Papadakis, I.; Patriarca, M. . 2012. ISBN 978-92-79-23070-7.
- Arnaut, L. R.  (PDF) 2nd. National Physical Laboratory. 2008  [2018-01-27]. （原始内容 (PDF)存档于2016-03-04）.
- Leito, I. . University of Tartu. 2013  [2018-01-27]. （原始内容存档于2020-01-22）.